# 南禅寺界隈別荘
南禅寺界隈別荘（なんぜんじかいわいべっそう）は、明治新政府が召し上げた臨済宗南禅寺の敷地を開発した後に建つ、15邸の広大な別荘。

## 概要
明治維新後、明治政府は土地没収命令（上知令）で寺領を没収し民間に払い下げを行った。南禅寺は政府要人や実業家が購入し別荘を建てて以来、財閥系の企業や実業家が購入するようになった。2020年代には外国人が取得した事例もある。
一部は料亭が店舗として利用している。

## 一覧
- 碧雲荘 - 野村ホールディングスが所有。
- 何有荘 - 旧稲畑勝太郎邸
- 対龍山荘 - 對龍山荘
- 流響院 - 旧織寶苑
- 清流亭 - 旧塚本與三次邸
- 有芳園 - 旧住友友純別邸
- 真々庵 - 旧染谷寛治別邸
- 無鄰菴 - 旧山縣有朋別邸
- 居然亭 - 第4代中井三郎兵衛別邸[2][3]
- 清風荘 - 旧西園寺公望邸
- 智水庵 - 旧横山隆興別邸
- 怡園 - 旧細川家別邸
- 旧上田秋成邸 - 料理旅館八千代
- 旧藤田小太郎邸 - 小川治兵衛が手がけた洛翠庭園を有する[4]。日本郵政共済組合、日本調剤を経て柳井正が取得[4]。
- 旧寺村助右衛門邸 - 料理旅館菊水

## 南禅寺界隈別荘を紹介したテレビ番組
- ワンダー×ワンダー 「京都!天下無双の別荘群」（NHK）
- ハイビジョン特集 「京都 天下無双の別荘群」（NHK）
- 京都・南禅寺界隈（わい）別荘群「水ひかる夏」「秋・東山色とりどり」「冬・石は語る」「木々うたう春」「＜特別版＞ 京都別荘はなやぎの春 すずやかに夏」（NHK）
- 美の巨人たち 小川治兵衞「洛翠庭園」（BSジャパン）
- 百年名家 京都・東山 「對龍山荘」〜南禅寺界隈別荘群をめぐる旅〜（BS朝日）
- ブラタモリ 「京都・東山」（NHK）